# Nicolas Gessner
Nicolas Gessner (n. 17 august 1931, Budapesta, Regatul Ungariei – d. 22 august 2023, Caen, Franța) a fost un regizor și scenarist elvețian, de origine maghiară. Filmele sale se caracterizează adesea prin atmosfere ciudate și apăsătoare. Din anii 1980, el s-a concentrat în principal pe realizarea de filme de televiziune.

## Biografie
Nicolas Gessner (Niklaus Gessner) s-a născut la 17 august 1931, în Szombathely, Ungaria. Părinții săi, Martin Gessner, avocat, și Luise Benes, educator specializat, ambii unguri, care au ajuns în Elveția, la Zürich, în 1939. A urmat studii de litere până la obținerea unui doctorat. În Elveția, a fost asistentul dramaturgului Oskar Wälterlin și al regizorului Leopold Lindtberg la teatrul Schauspielhaus din Zürich, apoi, la Paris, în Franța, al regizorului Jean-Louis Barrault, și la Hollywood, SUA, al regizorului de origine germană Henry Koster. De asemenea, a creat montări scenice la Stadttheater din Lucerna. Între 1958 și 1965, a realizat pentru societatea de producție Condor Films mai multe scurtmetraje, printre care „Pilotul mi-a spus” (Auskunft im Cockpit) în 1959, „Operațiunea Elveția” (Operation Schweiz) în 1960 sau „Cele patru anotimpuri” (Die vier Jahreszeiten) în 1962.
Cariera sa internațională a debutat în 1965 cu lungmetrajul umoristic Un milliard dans un billard, avându-i în distribuție pe Jean Seberg și Claude Rich. Producția sa, în calitate de regizor și scenarist, cuprinde aproximativ douăzeci de lungmetraje pentru cinema și televiziune, parțial inspirată de cinematografia americană. Se remarcă thrillerul psihologic Quelqu'un derrière la porte (cu Charles Bronson și Anthony Perkins) din 1971, drama polițistă The Little Girl Who Lives Down the Lane (cu Jodie Foster și Martin Sheen) din 1976 sau "Tennessee Nights" (cu Julian Sands, Stacey Dash și Ned Beatty) din 1989. A realizat, de asemenea, filme și seriale de televiziune ca Le Château des Oliviers, o saga familială cu Brigitte Fossey și Jacques Perrin, care a cunoscut un mare succes la difuzarea sa în 1993, sau Tous sur orbite !, un serial de animație 3D despre astronomie.
A decedat la 22 august 2023

## Filmografie

### Ca regizor
- 1959: Auskunft im Cockpit
- 1965: Un milliard dans un billard
- 1967: La Blonde de Pékin
- 1969: 12 + 1
- 1971: Quelqu'un derrière la porte
- 1976: La Petite Fille au bout du chemin (The Little Girl Who Lives Down the Lane)
- 1980: Deux Affreux sur le sable (It Rained All Night the Day I Left)
- 1982: Herr Herr (TV)
- 1984: Le Tueur triste (TV)
- 1985: Intrigues (serial TV)
- 1987: Das Andere Leben (TV)
- 1989: Passe-passe (Quicker Than the Eye)
- 1989: Tennessee Nights
- 1991: Visages suisses (documentar)
- 1993: Le Château des Oliviers (serial TV)
- 1994: Chèques en boîte (TV)
- 1997: Spaceship Earth (serial TV)
- 1997: Tous sur orbite ! (emisiune TV)

### Ca scenarist
- 1965: Un milliard dans un billard
- 1967: La Blonde de Pékin
- 1969: 12 + 1
- 1971: Quelqu'un derrière la porte
- 1984: Le Tueur triste (TV)
- 1985: Intrigues (serial TV)
- 1989: Passe-passe (Quicker Than the Eye)